# BMW EfficientDynamics

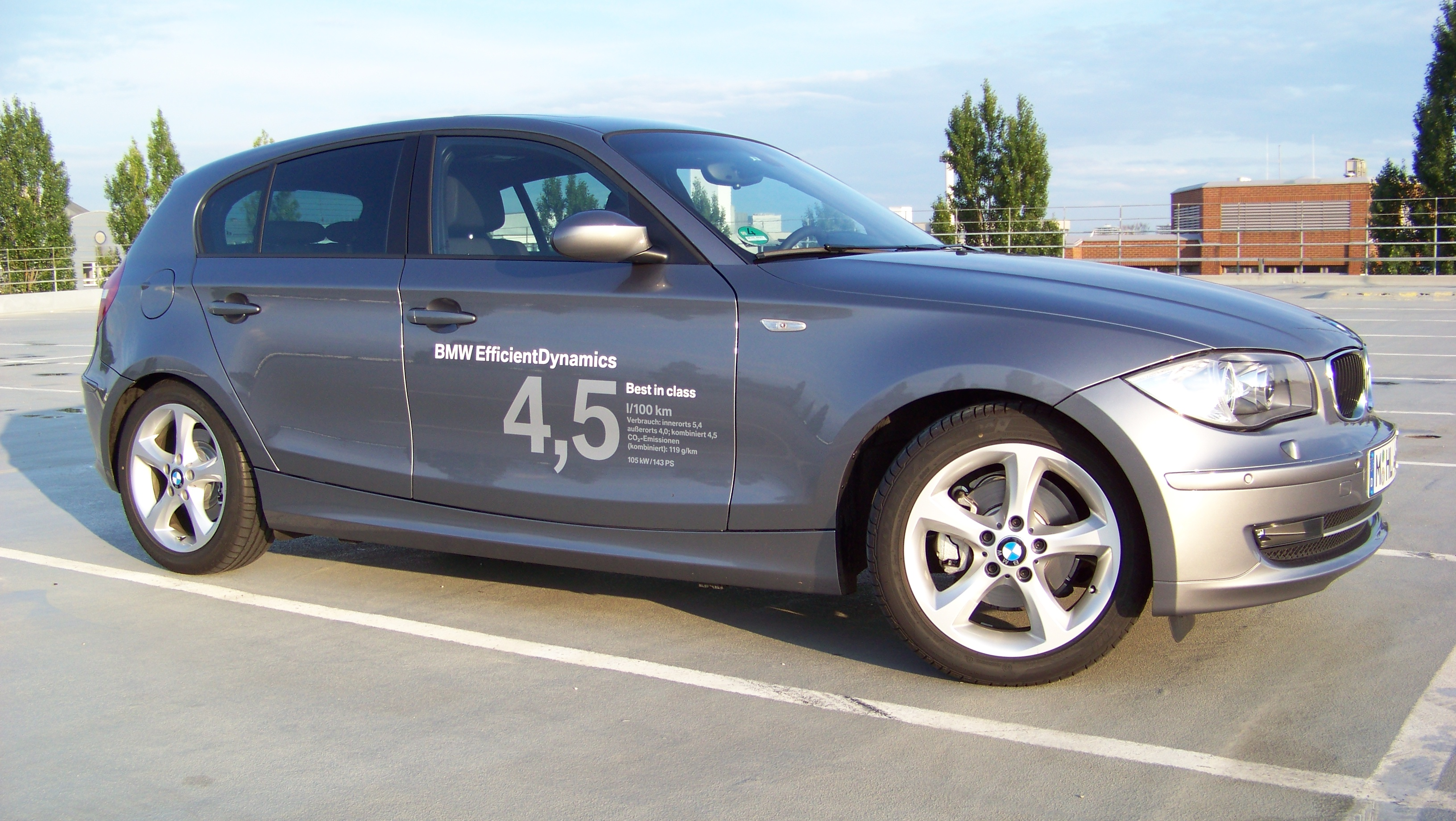
BMW 118d (E87 von 2009) mit 105 kW (143 PS) und 4,5 l/100 km Verbrauch nach ECE (NEFZ)

Mit der Marketingbezeichnung EfficientDynamics bewirbt der Automobilhersteller BMW bei einigen Modellen ein Paket verschiedener technischer Maßnahmen, die den Kraftstoffverbrauch senken sollen. Das Paket wurde 2003 beschlossen und Anfang 2007 nach und nach in Serie gebracht. BMW gibt eine Ersparnis von bis zu 15 % an.
Bei einigen Vierzylinder- und Sechszylinder-Ottomotoren (N43 und N53) wird eine Direkteinspritzung der zweiten Generation eingesetzt (High Precision Injection); dies ermöglicht die Verbrennung im Schichtladebetrieb. Dabei wird nur unmittelbar um die Zündkerze herum ein stöchiometrisches Kraftstoffverhältnis erzeugt, was eine deutliche Erhöhung des Wirkungsgrads im Teillastbetrieb mit sich bringt. Bei den Dieselmotoren wird die Verbrennung durch Common-Rail-Systeme der dritten und vierten Generation optimiert.
Die 1er-, 3er- und X1-Modelle mit Vierzylindermotor und Schaltgetriebe verfügen serienmäßig über ein Start-Stopp-System, das den Motor bei stehendem Fahrzeug anhält, sobald kein Gang eingelegt und das Kupplungspedal nicht betätigt ist. Sobald die Kupplung wieder betätigt wird, wird der Motor verzögerungsfrei gestartet. Somit werden zum Beispiel an Ampeln und Bahnübergängen Leerlaufzeiten vermieden.
Bei den 5er-Modellen wurde es zunächst für das Modell 520d mit Handschaltung serienmäßig angeboten. Mit der als Sonderausstattung erhältlichen 8-Stufen-Automatik wird die Start-Stopp-Funktion erstmals für verschiedene BMW-Modelle mit Automatikgetrieben möglich. Auch der automatikgeschaltete ActiveHybrid X6 und ActiveHybrid 7 sind mit Start-Stopp-Funktion ausgerüstet. Der Motor wird abgestellt, sobald das Fahrzeug zum Stillstand gekommen ist und das Bremspedal getreten ist. Sobald das Bremspedal entlastet wird, springt der Motor wieder an.
Bei allen Schaltgetriebemodellen zeigt eine Schaltpunktanzeige dem Fahrer optimale Schaltzeitpunkte; dies kann dabei helfen, im möglichst effizienten Drehzahlbereich zu bleiben.
Die Bremsenergierückgewinnung sorgt dafür, dass der Generator (Lichtmaschine) hauptsächlich im Schubbetrieb die Batterie auflädt. Dies optimiert die Nutzung der kinetischen Energie im Vergleich zu einem Fahrzeug ohne diese Funktion. Die Technik wird teils als Mikro-Hybrid bezeichnet, bezogen allein auf die Rekuperationsfähigkeit, während eine antreibende Funktion nicht besteht – wie beim Mild-Hybrid.
Die Lenkkraftunterstützung wird elektrisch realisiert. Vorteil gegenüber einem konventionellen Hydrauliksystem ist die bedarfsgerechte Ansteuerung des Systems nur bei Lenkvorgängen. Bei Geradeausfahrt (z. B. auf der Autobahn) verbraucht die Technik keine Energie.
Ein Kühlergrill erhöht durch die Verwirbelung des Luftstromes den Luftwiderstand eines Autos. Gesteuerte Luftklappen hinter der BMW-Niere reduzieren dies, indem sie nur bei benötigter Kühlleistung öffnen. Die Warmlaufphase des Motors wird verkürzt und der Kraftstoffverbrauch damit verringert.
Ähnliche Pakete bieten auch andere Fahrzeughersteller an, zum Beispiel BlueMotion von VW oder BlueEFFICIENCY von Mercedes-Benz. Diese sind jedoch (Anfang/Mitte der 2010er Jahre) speziell bezeichneten Modellen vorbehalten, während BMW den Begriff EfficientDynamics für alle Modelle verwendet. Bei den Modellen der Marke Mini wird das EfficientDynamics-Paket unter dem Namen MINIMALISM vermarktet.

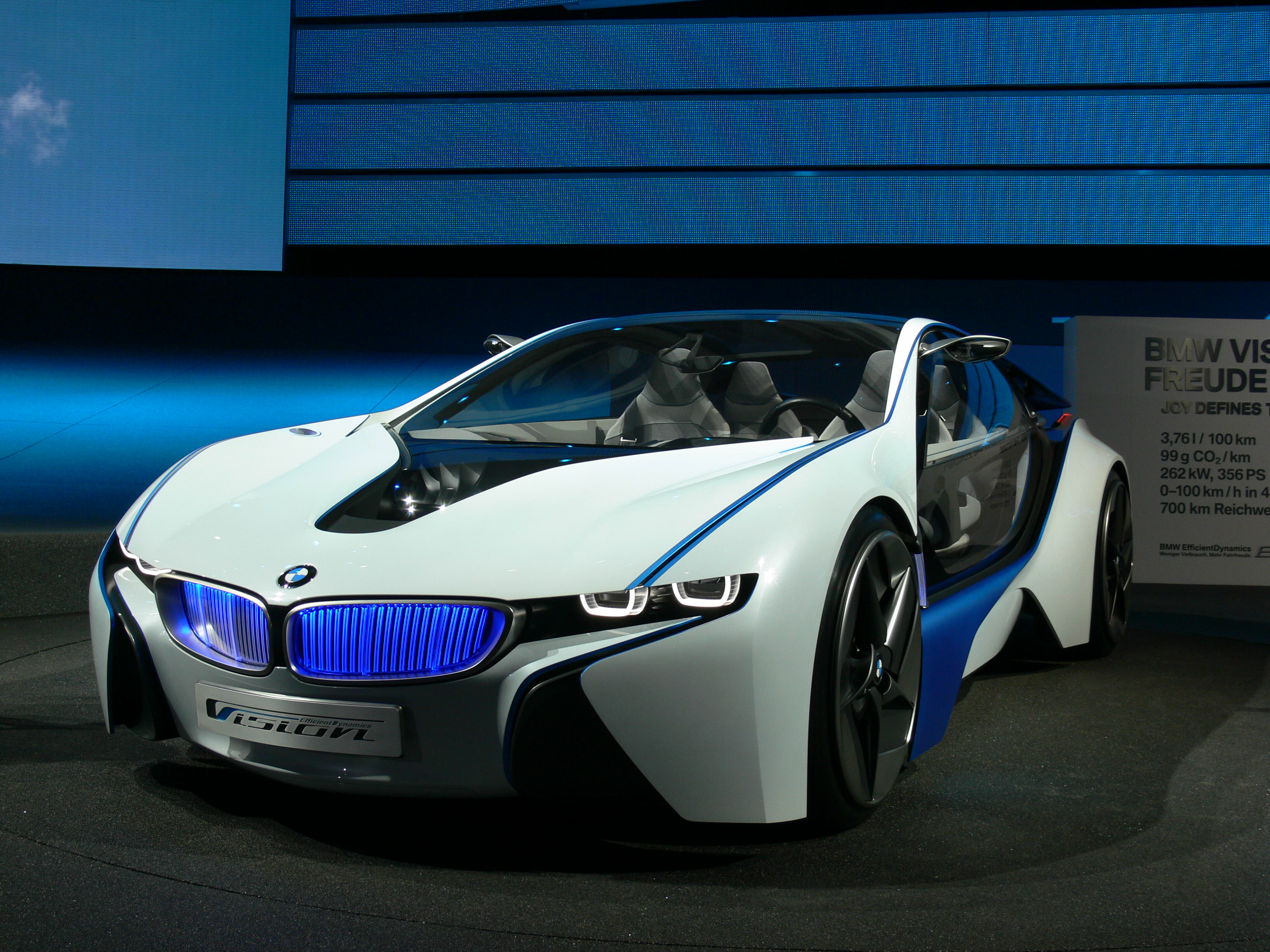
Concept Vision Efficient Dynamics

Im August 2008 wurde der einmillionste BMW mit EfficientDynamics ausgeliefert.
Auf der IAA 2009 in Frankfurt zeigte BMW das Konzeptfahrzeug Vision Efficient Dynamics. Die Studie, welche mit zwei Elektromotoren ausgestattet ist, soll die Anstrengungen von BMW verkörpern, Verbrauchs- und Emissionsreduzierung in die Fahrzeugpalette zu integrieren. Dazu gehört auch der Verzicht auf den Allradantrieb bei manchen Versionen des BMW X1 (sDrive).
Ab 2010 bot BMW den 2 L-Diesel als BMW 320d EfficientDynamics Edition an. Diese auf 163 PS leistungsreduzierte Variante erreichte einen CO2-Ausstoß von 109 g/km. Ab Ende 2011 gab es ein solches Modell auch im 5er-BMW.
Etwa ab 2013 wurden zur Verbrauchseinsparung Dreizylindermotoren B37 und B38 eingeführt.